# Vallettopoli
Vallettopoli è un termine coniato dai mass media italiani per designare l'inchiesta condotta dalla procura di Potenza da giugno 2006 e riesplosa a livello mediatico il 12 marzo 2007. La parola è stata ideata sul modello di Tangentopoli. Il termine Vallettopoli era già stato usato per un fatto simile avvenuto nel 1996, ma senza la stessa risonanza mediatica. Nonostante il grande clamore, molti dei filoni d'inchiesta vennero successivamente stralciati o archiviati, e quasi tutti gli indagati vennero prosciolti.

## Storia
L'inchiesta, condotta dai pubblici ministeri Henry John Woodcock e Frank Di Maio, ha coinvolto personaggi noti dello sport, della televisione, dello spettacolo e della politica, oltre a noti imprenditori. Nell'ambiente politico, un ruolo significativo nella ricostruzione degli inquirenti è dato a Salvatore Sottile, al tempo dei fatti portavoce del ministro degli esteri Gianfranco Fini. Dalle indagini è nato un procedimento di peculato a carico di Salvatore Sottile per aver usato l'auto di servizio al fine di condurre soubrette televisive nel proprio ufficio presso il Ministero degli affari esteri, dove secondo gli indagati avvenivano "scambi di affettuosità"; tra le showgirl invischiate nella vicenda c'era anche Elisabetta Gregoraci, la quale avrebbe consumato vari rapporti sessuali con Salvatore Sottile e Giuseppe Sangiovanni, vice direttore delle risorse televisive della Rai, in numerose occasioni, anche nella sede del Ministero degli esteri in cambio di favori televisivi. Entrambi sono stati accusati dai pm di concussione sessuale e corruzione. Salvatore Sottile, dopo gli arresti domiciliari, è stato condannato a 8 mesi per peculato dal tribunale di Roma il 19 giugno 2009.
Le accuse rivolte all'imprenditore Fabrizio Corona, titolare all'epoca dell'agenzia Corona's, sono estorsione, spaccio di stupefacenti e sfruttamento della prostituzione. Sotto accusa è finito anche il manager Lele Mora, amico intimo e iniziatore di Corona. L'ampio risalto sui media è dovuto alla pubblicazione di intercettazioni da parte de il Giornale. In occasione degli interrogatori dei magistrati numerose showgirl come Alessia Fabiani, Ana Laura Ribas, Francesca Lodo, Belén Rodríguez, Fernanda Lessa e Aída Yéspica hanno ammesso di fare uso personale di cocaina oppure sono state indicate come consumatrici abituali da alcuni testimoni.
Secondo quanto dichiarato da Fernanda Lessa negli interrogatori giudiziari e perfino in alcune interviste circa le sue colleghe entrate nell'inchiesta, queste, oltre a far uso di stupefacenti, erano coinvolte in presunte prestazioni sessuali a pagamento: "Io i soldi li ho fatti lavorando, mica come queste qui che si prostituiscono e poi fanno le splendide".
Nel 2006 viene scoperta anche l'associazione a delinquere formata da Rocco Migliardi, il faccendiere Achille De Luca e Gian Nicolino Narducci (quest'ultimo all'epoca era un collaboratore del principe Vittorio Emanuele di Savoia). Il gruppo in questione gestiva scommesse illegali, gioco d'azzardo, slot machine, licenze di vendita dei videogiochi illegali, appalti pubblici ed un circolo prostitutivo. In particolare, per quanto riguarda la prostituzione, Migliardi procurava ragazze straniere ai giocatori del Casinò di Campione e anche al principe; due di loro venivano invitate spesso da Vittorio Emanuele nell'isola di Cavallo, in Svizzera e in Francia per avere rapporti sessuali a pagamento con lui. Venne iscritto nel registro degli indagati anche l'imprenditore veneziano Massimiliano Fullin, tra i vari capi d'accusa, il favoreggiamento personale nei confronti di Corona, oltre che riciclaggio di denaro e favoreggiamento e sfruttamento della prostituzione. Vennero indagati anche tre carabinieri che hanno fornito informazioni del Centro elaborazione dati del Ministero dell'interno a Narducci, il quale a sua volta le avrebbe presentate al principe; oltre a ciò Migliardi e sua moglie avrebbero corrotto tre finanzieri affinché non ispezionassero le slot machine truccate.